# Пупцево (Московская область)
Пупцево — деревня в Клинском районе Московской области России.
Относится к сельскому поселению Петровское, до муниципальной реформы 2006 года относилась к Елгозинскому сельскому округу. Население — 20 чел. (2010).

## Население
| 1852 | 1859 | 1890 | 1926 | 2002 | 2006 | 2010 |
| ---- | ---- | ---- | ---- | ---- | ---- | ---- |
| 114  | ↗157 | ↗227 | ↗254 | ↘11  | ↘5   | ↗20  |

## География
Расположена в юго-западной части района, вблизи автодороги Р107 Клин — Лотошино, примерно в 23 км к юго-западу от города Клина, между реками Ольховкой и Вельей бассейна Иваньковского водохранилища. В деревне одна улица — Овражный проезд. Ближайшие населённые пункты — деревни Елгозино и Лукино.

## Исторические сведения
В «Списке населённых мест» 1862 года Пупцева — владельческая деревня 1-го стана Клинского уезда Московской губернии по правую сторону Волоколамского тракта, в 28 верстах от уездного города, при колодцах, с 29 дворами и 157 жителями (80 мужчин, 77 женщин).
По данным на 1890 год входила в состав Петровской волости Клинского уезда, число душ составляло 227 человек.
В 1913 году — 47 дворов.
По материалам Всесоюзной переписи населения 1926 года — деревня Елгозинского сельсовета Петровской волости, проживало 254 жителя (116 мужчин, 138 женщин), насчитывалось 54 крестьянских хозяйства.
С 1929 года — населённый пункт в составе Клинского района Московской области.